# Јонашешти (Галац)
Јонашешти (рум. Ionășești) насеље је у Румунији у округу Галац у општини Никорешти. Oпштина се налази на надморској висини од 108 m.

## Становништво
Према подацима из 2002. године у насељу је живело 715 становника, од којих су сви румунске националности.